# Cheseaux-Noréaz
 (septembre 2010).
Si vous disposez d'ouvrages ou d'articles de référence ou si vous connaissez des sites web de qualité traitant du thème abordé ici, merci de compléter l'article en donnant les références utiles à sa vérifiabilité et en les liant à la section « Notes et références ».
Pour les articles homonymes, voir Cheseaux.
Cheseaux-Noréaz est une commune suisse du canton de Vaud, située dans le district du Jura-Nord vaudois. Elle a été créée en 1798 par la fusion de Cheseaux et Noréaz.

## Histoire
Les villages de Cheseaux et Noréaz furent cités sous les noms de Chesaut en 1174 et Nobraia en 1177. Au Moyen Âge, Cheseaux et Noréaz dépendaient du prieuré du Val-de-Travers et de la seigneurie de Belmont. Ces granges furent données en 1235 à l'abbaye de Montheron qui y possédait des droits de dîme depuis 1186. À la Réforme, les droits de l'abbaye passèrent à la ville de Lausanne qui céda ceux de Cheseaux à Berne au XVIIe siècle mais conserva ceux de Noréaz jusqu'en 1798. Sous le régime bernois, Cheseaux et Noréaz faisaient partie du bailliage et de la châtellenie d'Yverdon. En 1764, Cheseaux ne comprenait plus que trois domaines (la commune était sous régie de 1789 à 1799) ; Noréaz refusa cette même année de former une commune. Les deux communes fusionnèrent finalement en 1798. Cheseaux-Noréaz faisait partie du district d'Yverdon de 1798 à 2007.
Cheseaux et Noréaz ont toujours fait partie de la paroisse d'Yverdon. Entre 1789 et 1791, François-Louis-Frédéric Haldimand fit édifier un château à Champ-Pittet. Rénové en 1984, il abrite depuis 1991 le siège romand de la Ligue suisse pour la protection de la nature (Pro Natura), au centre d'un vaste domaine protégé de 40 hectares de marais et de roselières. À partir de 1960, plusieurs quartiers de villas se développèrent, transformant la commune en quartier résidentiel d'Yverdon-les-Bains (plan de zones défini en 1961, 1966, 1973 et 1984). L'ouverture en 1975 du CESSNOV (Centre d'enseignement secondaire supérieur du Nord vaudois, aujourd'hui gymnase d'Yverdon), qui accueille plus de mille élèves, renforce cette nouvelle vocation de la commune.

## Géographie

### Localisation
Le centre du village est situé à 3 km à vol d'oiseau d'Yverdon-les-Bains. La superficie de 6,1 km2 du territoire communal s'étend au bord du lac de Neuchâtel et le point le plus haut de la commune est à 616 mètres d'altitude.
Cheseaux-Noréaz est composé de deux hameaux : Cheseaux s'étend sur la rive du lac et Noréaz, au nord, est placé sur le flanc de la colline du Montélaz, 100 mètres plus haut. À l'est, la limite du territoire communal est signalée par le ruisseau de l'Epena, sur les contreforts du Montélaz, au cœur de la forêt Bois Clos.
En 1997, 10 % du territoire est constitué de terrain constructible et 52 % de forêts ; 27 % sont consacrés à l'agriculture et les 11 % restants sont marqués par des terrains improductifs, un vaste espace fait de roseaux au sein de la Grande Cariçaie[réf. nécessaire].
Les communes voisines de Cheseaux-Noréaz sont Yverdon-les-Bains, Villars-Épeney, Cuarny et Yvonand.

## Population

### Surnoms
Les habitants de la commune sont surnommés les Gremeaux soit les Cerneaux-de-Noix (lè Gremau en patois vaudois, les gremaillées désignant le cassage des noix après la récolte) et Les Mangeurs-de-Fruits ou les Mange-Fruits (lè Medze-frui en patois vaudois, traduit ailleurs par ceux qui mange du fromage).

### Démographie et emplois
Cheseaux-Noréaz fait partie des petites communes du canton de Vaud. Les habitants sont francophones à 92,4 %, germanophones à 5,1 % et anglophones à 0,8 %. La population s'élevait à 79 habitants en 1764 (26 à Cheseaux, 53 à Noréaz), 108 en 1798, 156 en 1850, 132 en 1900 et en raison d'un exode massif, la commune n'enregistrait plus que 98 habitants en 1960. Dès lors, la population a été multipliée par 5 en 40 ans, par le fait de la construction d'un important quartier de maisons d'habitations accolées à Yverdon-les-Bains[réf. nécessaire].
Jusqu'à la deuxième moitié du XXe siècle, le village était marqué principalement par l'agriculture. Aujourd'hui, ce domaine est d'importance secondaire pour la structure de la population active[réf. nécessaire].
De petites entreprises locales fournissent également quelques emplois. Beaucoup d'actifs sont des travailleurs pendulaires, qui travaillent notamment à Yverdon-les-Bains[réf. nécessaire].

## Transports
La commune est bien accessible par la route, à l'est en direction d'Yvonand et de Villars-Épeney et à l'ouest en direction d'Yverdon-les-Bains. Du fait de la présence du centre scolaire CESSNOV, la commune est fortement desservie par les transports publics.

## École
Sur le territoire communal a été construit en 1975 le gymnase d'Yverdon, anciennement appelé CESSNOV (Centre d'Enseignement secondaire supérieur du Nord-Vaudois). Il est situé à la limite de la commune de Cheseaux-Noréaz avec celle d'Yverdon-les-Bains. Le centre scolaire a été construit en 1975 et accueille plus de mille étudiants provenant du Nord-Vaudois.

## Sites touristiques
Cheseaux-Noréaz ne dispose pas d'église et appartient à la paroisse d'Yverdon-les-Bains. Le château de Champ-Pittet a été construit entre 1789 et 1791 dans le style classique, construit pour le compte de Frederick Haldimand. Il héberge aujourd'hui le Centre Pro Natura de Champ-Pittet.
En 1984, l'association Pro Natura a racheté le vaste terrain fait de roseaux et de marais le long de la Grande Cariçaie, ainsi que le château de Champ-Pittet. En 1985, un centre d'information sur la protection de la nature a été ouvert et le siège suisse-romand de Pro Natura est ouvert sur le site depuis 1991.